# Herb gminy Olszanica
Herb gminy Olszanica – jeden z symboli gminy Olszanica, ustanowiony 29 czerwca 2005.

## Wygląd i symbolika
Herb przedstawia na tarczy w polu czerwonym złotą gałązkę olszy (nawiązanie do nazwy gminy) z trzema liśćmi, a pod nią złote trójwzgórze, na którym umieszczono 8 czarnych kropli, symbolizujących sołectwa gminy.